# Siemens Gamesa
Siemens Gamesa Renewable Energy — один из крупнейших в мире производителей ветрогенераторов.

## История
Компания основана в 1976 году. Компания вела деятельность в робототехнике, микроэлектронике, производстве композитных материалов и т. д. С 1994 года ведёт свою деятельность исключительно на рынке ветроэнергетики. В 1995 году компания начала строительство своей первой ветряной электростанции.
31 октября 2000 года Gamesa разместила свои акции на Мадридской фондовой бирже. 24 апреля 2001 года акции компании включены в состав индекса IBEX 35.
В 2010 году компания вышла на восьмое место в мире по суммарной мощности, произведённого за год оборудования для ветроэнергетики — 2587 МВт. К концу 2010 года Gamesa продала ветрогенераторов суммарной мощностью более 19 тыс. МВт.
В июле 2016 года концерн Siemens за 1 млрд евро приобрёл контрольный пакет акций Gamesa (67 %) и объединил её со своим отделом по производству ветрогенераторов. Сделка была окончательно оформлена в апреле 2017 года.

## Деятельность
Компания занимается проектированием, строительством и обслуживанием наземных и морских ветряных электростанций. На начало 2022 года Siemens Gamesa являлась вторым крупнейшим в мире производителем ветрогенераторов и пятой крупнейшей компанией в сфере ветряной энергетики по размеру выручки.
Заводы компании имеются в Бразилии, Великобритании, Германии, Дании, Индии, Испании, Китае, Марокко, США и Тайване.
В Севилье Gamesa владеет заводом по производству фотоэлектрических элементов мощностью 6 МВт в год.

## Продукция
Gamesa производит промышленные ветрогенераторы мощностью от 850 кВт до 2,0 МВт. В 2009 году разработана турбина Gamesa G10x мощностью 4,5 МВт.